# Level Plane Records
Level Plane Records ist ein 1997 gegründetes Independent-Label aus New York / USA. Das D.I.Y.-bewusste Label gehört zu den wichtigen Veröffentlichern von Musik aus dem Bereich von Emo, Screamo, Hardcore-Punk sowie anderer Musik. Damit verbunden ist auch der gleichnamige Mailorder.

## Geschichte
Gegründet wurde das Label 1997 von Greg Drudy, der es bis 2009 unterhielt, eigentlich um eine Platte der Screamo-Band Saetia zu veröffentlichen. Doch das Label begann schnell auch andere Veröffentlichungen von Bands zu betreuen.
Auf der MySpace-Seite des Labels ist dazu folgendes zu lesen:

“The idea that the label would grow to it's current size and enable me to release records for artists as diverse as Muslimgauze, The One AM Radio and Lickgoldensky was something I could never have imagined”

## Stile und Bands
Das Label gilt als ein wichtiger Veröffentlicher von Aufnahmen im Emo, Screamo und Hardcore-Punk-Bereich, wobei auch einiges aus anderen Bereichen, etwa Indierock oder Progressive Rock, veröffentlicht wird.
Eine nicht vollständige Auflistung von Bands, die auf dem Label veröffentlichen bzw. veröffentlicht haben:
- A Day in Black and White
- Amanda Woodward
- Anodyne
- Aussitot Mort
- Bloody Panda
- Books Lie
- Bright Calm Blue
- Bucket Full of Teeth
- City of Caterpillar
- Coliseum
- Drain the Sky
- Envy
- The Fiction
- Get Fucked
- Get Rad
- Gospel
- Graf Orlock
- The Holy Shroud
- Hot Cross
- Kaospilot
- Lickgoldensky
- Life at These Speeds
- Light the Fuse and Run
- Malady
- Melt Banana
- Mikoto
- The Minor Times
- Muslimgauze
- Neil Perry
- North of America
- The Now
- One AM Radio
- pg. 99
- Ruhaeda
- Racebannon
- Saetia
- Saviours
- Shikari
- Sinaloa
- Stop It!!
- Transistor Transistor
- Warwolf
- You and I